# Kunibertsviertel (Köln)

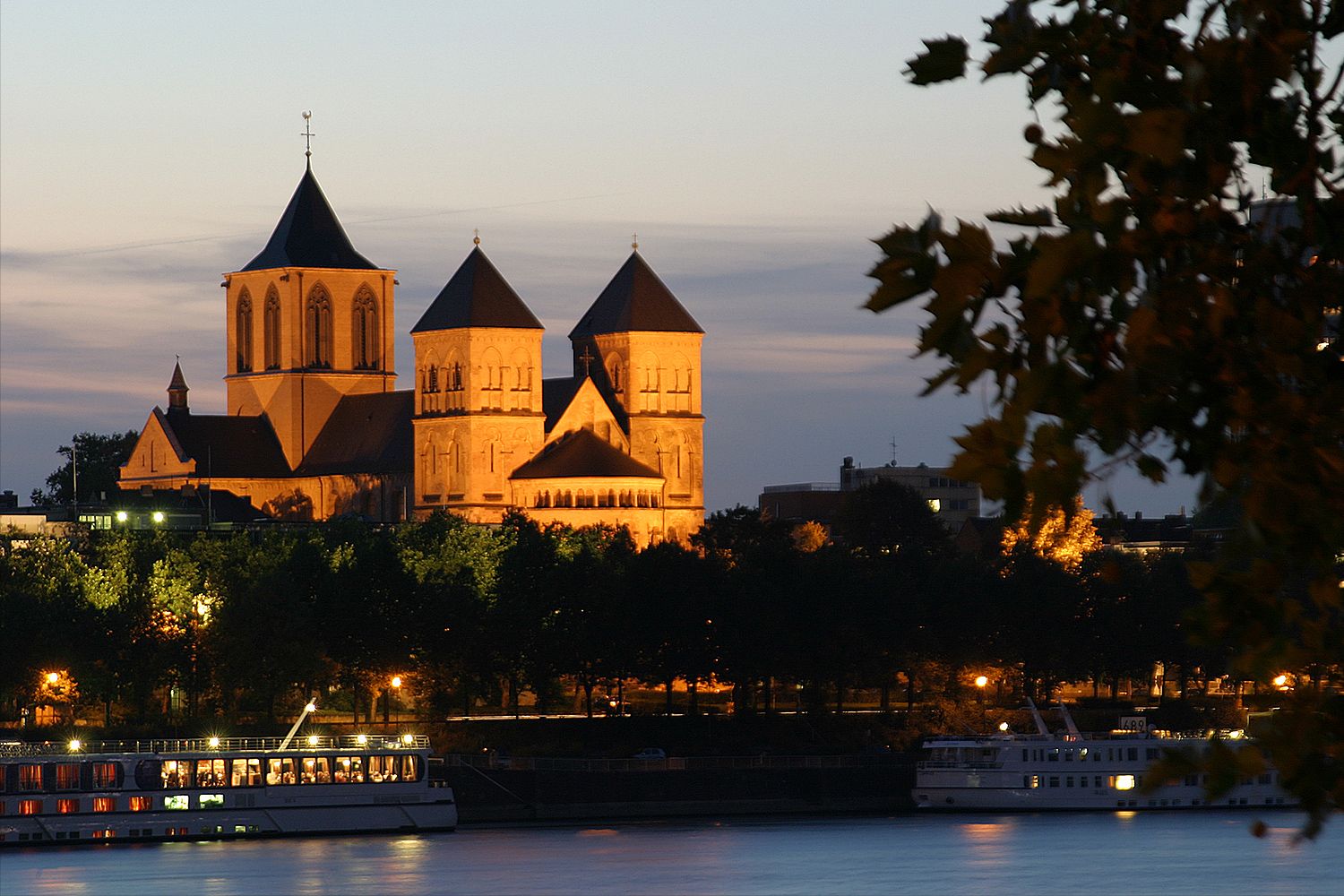
Die Kirche St. Kunibert inmitten des gleichnamigen Viertels

Das Kunibertsviertel ist ein zentrumsnahes Veedel von Köln innerhalb des Stadtteils Altstadt-Nord. Seinen Namen erhielt das Viertel von der romanischen Basilika St. Kunibert. Es wird begrenzt von Rhein (Osten), Theodor-Heuss-Ring (Norden), Turiner Straße (Westen) und Hauptbahnhof (Süden). Im Kunibertsviertel leben rund 3.900 Menschen.

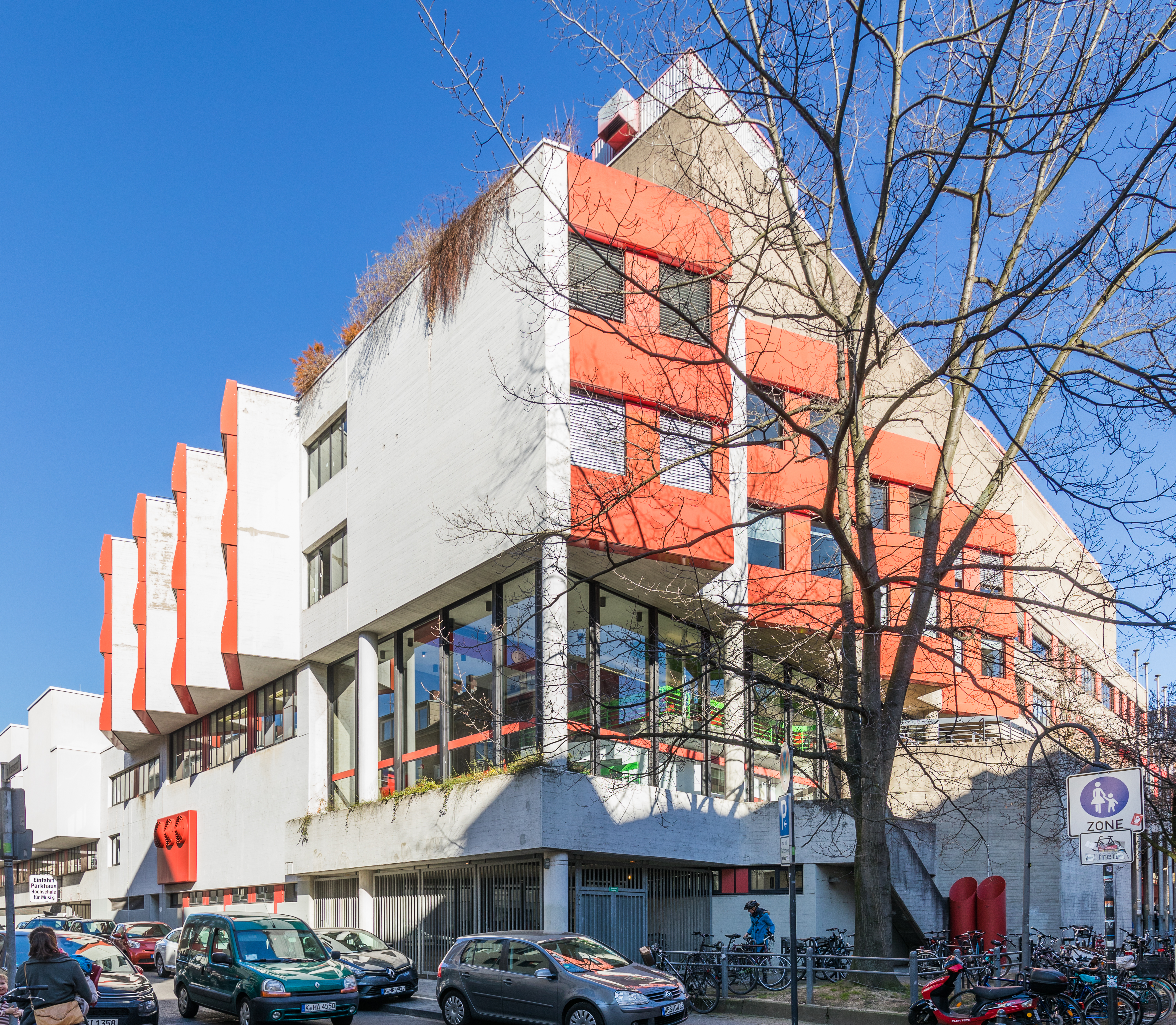
Die Hochschule für Musik und Tanz im Kölner Kunibertsviertel

Das Viertel wird neben Hotels und Pensionen von der Hochschule für Musik und Tanz geprägt.

## Wirtschaft

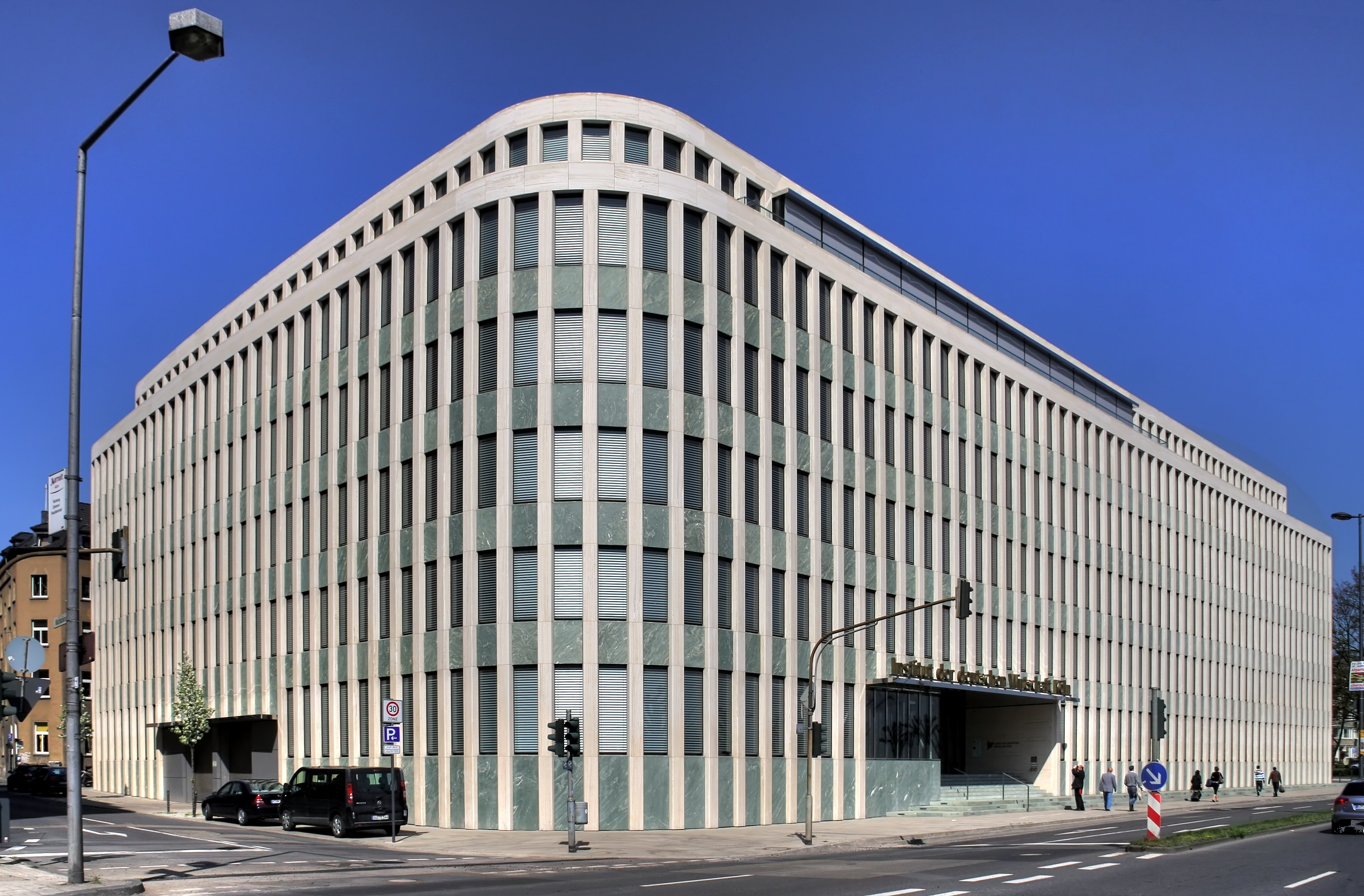
Institut der deutschen Wirtschaft am Konrad-Adenauer-Ufer, Köln

In der Servasgasse wurde am 31. März 1864 die Firma N. A. Otto & Cie. gegründet, der Vorläufer der heutigen Deutz AG; die erste Motorenfabrik der Welt. Der deutsche Handels- und Touristikkonzern REWE wurde am 1. Januar 1927 gegründet und hat seinen Sitz in der Domstraße. Im Gebäude befindet sich innerhalb des Firmenmuseums ein historischer Kaufmannsladen, der an die Anfänge des Unternehmens erinnern soll.
Weitere Unternehmen (bzw. Unternehmensstandorte) im Kunibertsviertel:
- CA Immo Deutschland
- Institut der deutschen Wirtschaft
- PricewaterhouseCoopers
- Sparda-Bank West